# Telavåg
Telavåg (også kaldt Tælavåg) er et byområde beliggende i den tidligere Sund kommune, nu Øygarden, i Vestland. Byområdet har 484 indbyggere (pr. 1. januar 2009) og ligger på øen Sotra uden for Bergen.

## Historie

### 2. verdenskrig
Stedet blev jævnet med jorden den 30. april 1942 som hævn for en skudveksling mellem norske Kompani Linge og gestapofolk, hvoraf de to gestapo-officerer Gerhard Berns og Henry Bertram samt en af de norske Linge-folk, Arne Medal Værum, blev dræbt. Stedet lå helt centralt for englandsfarten, og både Shetlandsgjengen og andre skøyter (norske både) landsatte og hentede agenter i området. Lokalbefolkningen deltog desuden ivrigt i modstandsarbejdet. 
Rigskommissær Josef Terboven kom personligt til Telavåg for at overvåge byområdet, mens 300 huse blev sprængt og brændt ned, både sænket og dyr slagtet. Alle byens 72 mænd mellem 16 og 60 år blev sendt til koncentrationslejren Sachsenhausen, hvor 31 døde.